# William Clayton (editor)
William Mann Clayton (14 de julho de 1884, Londres, Inglaterra - 5 de abril de 1946, cidade de Nova York ) foi um editor norte-americano revistas pulp. Sua empresa publicou Snappy Stories, uma revista masculina lançada em 1912. Ele publicou muitos pulps ocidentais e, em 1930, lançou Astounding Stories, que ainda está sendo publicado (em 2022) sob o título Analog Science Fiction and Fact.